# Cantaura
Cantaura é uma cidade da Venezuela localizada no Anzoátegui. Cantaura é a capital do município de Pedro María Freites.